# Yrjö Kostermaa
Yrjö Kostermaa (23 de febrero de 1921 – 16 de septiembre de 1997) fue un director de ópera y actor finlandés. Trabajó como director en la Ópera Nacional de Finlandia en 1953-63. Antes de su trayectoria operística había dirigido y actuado en teatros de Pori, Kuopio, Vaasa, Tampere y en radioteatro. En 1948, junto a Toivo Mäkelä fundó el Teatro de Verano Pyynikki en Tampere, en el cual trabajó siete temporadas. Además, fue director del Kaupunginteatteri de Joensuu y dirigió ocasionalmente obras de ballet. En 1954 dirigió la comedia cinematográfica Herrojen Eeva, así como los cortometrajes Silta yli elämän (1958) y Ansaitulle lomalle (1973). 

## Biografía
Nacido en Víborg, en la actualidad parte de Rusia, era hermano del diseñador publicitario Niilo Kostermaa. Yrjö Kostermaa inició su trayectoria a los doce años, cuando ingresó en el Kaupunginteatteri de Víborg en 1933 gracias al programa de radio de Markus Rautio Pikku Pirkko Pirkkalasta. A los 17 años pudo estudiar en el colegio teatral Suomen Näyttämöopistoon. Sin embargo, la Guerra de invierno interrumpió su formación, que no pudo reanudar hasta 1940, año en que se graduó. Ese mismo año pasó al Teatro de Pori llamada por su directora, Glory Leppänen. La Guerra de continuación volvió a interrumpir su carrera, y finalizada la contienda en 1944, pasó como actor al Teatro de Kuopio.
La primera película de Kostermaa fue Laulu tulipunaisesta kukasta (1938), en la cual hizo un papel de reparto. Su papel más importante fue el de Arvi Katra en la cinta Vastamyrkky (1945). Kostermaa actuó en un total de siete películas. 
Además, enseñó ópera en la Academia Sibelius, en los cursos de música Klemetti-Opisto, en el Conservatorio de Helsinki y en instituciones de estudios musicales de Lahti y Joensuu en la década de 1960. 
Junto con el compositor Seppo Nummi y el director Nils Rinkama, llevaron a cabo en las décadas de 1950 y 1960 unas giras artísticas llamadas Kansallisoopperan solistit, cuyo porpósito era llevar la ópera al público de provincias. Entre los destinos de las giras se encontraban el Festival de Ópera de Savonlinna, Jyväskylä, Pori, Seurasaari, Lahti, Turku, Tampere, Kuopio, Kotka y Lappeenranta. Se representaron obras como The Beggar's Opera, El barbero de Sevilla y Otra vuelta de tuerca, entre otras. Kostermaa dirigió las óperas, y entre sus intérpretes figuraban artistas de la Ópera Nacional como Marja Eskola, Anita Välkki, Ture Ara, Kim Borg, Raili Kostia y Maiju Kuusoja. Entre los directores de orquesta participantes estaban Paavo Heininen, Jorma Panula y Nils Rinkama.
A lo largo de su carrera, Kostermaa dirigió más de cuarenta óperas diferentes, la mayoría en la Ópera Nacional de Finlandia, aunque también trabajó en teatros provinciales y del extranjero. 
Yrjö Kostermaa falleció en Helsinki en 1997, a los 76 años de edad. Había estado casado desde 1948 con la actriz  Eila Pehkonen, con la que tuvo dos hijos.

## Óperas dirigidas por Kostermaa[6]
- Aida, Don Carlos, Un baile de máscaras, Otelo, Rigoletto, La Traviata, El trovador (Verdi)
- La bohème, Madama Butterfly, Tosca, Turandot (Giacomo Puccini)
- Borís Godunov (Músorgski)
- Carmen (Bizet)
- Cavalleria rusticana (Mascagni)
- Così fan tutte, Don Giovanni, Las bodas de Fígaro, El rapto en el serrallo, La flauta mágica (Mozart)
- Don Pasquale, El elixir de amor (Donizetti)
- Fausto (Gounod)
- El castillo de Barbazul (Bartók)
- Ikaros, Opri ja Oleksi, Sudenmorsian, Varjo (Tauno Pylkkänen)
- Eugenio Oneguin (Piotr Ilich Chaikovski
- Juha (Aarre Merikanto)
- Kaarle-kuninkaan metsästys (Fredrik Pacius)
- The Beggar's Opera (Kurt Weill)
- Il mondo della luna (Joseph Haydn)
- Lemmin poika (Aapo Similä)
- Maria Golovin (Gian Carlo Menotti)
- Pagliacci (Ruggero Leoncavallo)
- Pohjalaisia (Leevi Madetoja)
- Poltettu oranssi (Eeva-Liisa Manner)
- Ristin (Lauri Saikkola)
- Rose-Marie (Rudolf Friml y Herbert Stothart)
- El príncipe Ígor (Aleksandr Borodín)
- Otra vuelta de tuerca (Benjamin Britten)
- Salomé (Richard Strauss)
- Sansón y Dalila (Camille Saint-Saëns)
- El barbero de Sevilla (Rossini)
- Guerra y paz (Serguéi Prokófiev)
- Tannhäuser, La valquiria (Wagner)
- Katia Kabanová (Leoš Janáček)

## Dirección televisiva
- 1960 : Miehen varjo
- 1967 : Tulva

## Dirección teatral
- 1931 : Kuisma ja Helinä (Teatro de verano Pyynikki)
- 1948 : Sysmäläiset (Teatro de verano Pyynikki)
- 1949 : Vetelys (Teatro de verano Pyynikki)
- 1949 : Pohjalaisia (Teatro de verano Pyynikki)
- 1950 : Mikumärdissä on kesä (Teatro de verano Pyynikki)
- 1950 : Nummisuutarit (Teatro de verano Pyynikki)
- 1951 : Rykmentin murheenkryyni (Teatro de verano Pyynikki)
- 1951 : Talkootanssit (Teatro de verano Pyynikki)
- 1952 : Valkoinen hevonen (Teatro de verano Pyynikki)

## Filmografía como actor
- 1938 : Laulu tulipunaisesta kukasta
- 1939 : Helmikuun manifesti
- 1940 : Tavaratalo Lapatossu & Vinski
- 1945 : Vastamyrkky
- 1956 : Rintamalotta
- 1956 : Ratkaisun päivät
- 1960 : Isaskar Keturin ihmeelliset seikkailut